# Coupe de la Ligue anglaise de football 2013-2014
Navigation
Édition précédente Édition suivante
La Coupe de la Ligue anglaise de football 2013-2014 est la 54e édition de la Capital One Cup. Elle est remportée par le Manchester City FC qui la remporte pour la 3e fois.

## Premier tour
Ce tour est joué les 5, 6 et 7 août 2013. Il met aux prises les 72 équipes de la Football League. Wigan Athletic FC étant qualifié pour la Ligue Europa, le club est dispensé, ainsi que Reading FC qui a été une des deux meilleures équipes la saison précédente (pour avoir un nombre pair d'équipes).

## Deuxième tour
Ce tour est joué les 27 et 28 août 2013. Il voit l'entrée des clubs de Premier League qui ne participent pas aux compétitions européennes.
| Locaux                      | Résultat        | Visiteurs                 |
| --------------------------- | --------------- | ------------------------- |
| Carlisle United FC (3)      | 2-5             | Leicester City FC (2)     |
| Doncaster Rovers FC (2)     | 1-3             | Leeds United AFC (2)      |
| Sunderland AFC (1)          | 4-2             | Milton Keynes Dons FC (3) |
| West Bromwich Albion FC (1) | 3-0             | Newport County AFC (4)    |
| Bristol City FC (3)         | 2-1             | Crystal Palace FC (1)     |
| Peterborough United FC (3)  | 6-0             | Reading FC (2)            |
| Barnsley FC (2)             | 1-5             | Southampton FC (1)        |
| Burton Albion FC (4)        | 2-2 4-5 (t.a.b) | Fulham FC (1)             |
| Burnley FC (2)              | 2-0             | Preston North End FC (3)  |
| Liverpool FC (1)            | 4-2             | Notts County FC (3)       |
| Norwich City FC (1)         | 6-3             | Bury FC (4)               |
| Leyton Orient FC (3)        | 0-1             | Hull City AFC (1)         |
| Huddersfield Town FC (2)    | 3-2             | Charlton Athletic FC (2)  |
| Tranmere Rovers FC (3)      | 1-1 4-2 (t.a.b) | Bolton Wanderers FC (2)   |
| Queens Park Rangers FC (2)  | 0-2             | Swindon Town FC (3)       |
| Derby County FC (2)         | 5-0             | Brentford FC (3)          |
| Yeovil Town FC (2)          | 3-3 2-3 (t.a.b) | Birmingham City FC (2)    |
| West Ham United FC (1)      | 2-1             | Cheltenham Town FC (4)    |
| Nottingham Forest FC (2)    | 2-1             | Millwall FC (2)           |
| Everton FC (1)              | 2-1             | Stevenage FC (3)          |
| Stoke City FC (1)           | 3-1             | Walsall FC (3)            |
| Aston Villa FC (1)          | 3-0             | Rotherham United FC (3)   |
| Morecambe FC (4)            | 0-2             | Newcastle United FC (1)   |
| Watford FC (2)              | 2-0             | AFC Bournemouth (2)       |
| Accrington Stanley FC (4)   | 0-2             | Cardiff City FC (1)       |

## Troisième tour
Ce tour est joué les 24 et 25 septembre 2013. Il voit l'entrée des 7 clubs anglais qui participent aux compétitions européennes.
| Locaux                      | Résultat        | Visiteurs                  |
| --------------------------- | --------------- | -------------------------- |
| Manchester United FC (1)    | 1-0             | Liverpool FC (1)           |
| Sunderland AFC (1)          | 2-0             | Peterborough United FC (3) |
| West Ham United FC (1)      | 3-2             | Cardiff City FC (1)        |
| Manchester City FC (1)      | 5-0             | Wigan Athletic FC (2)      |
| Burnley FC (2)              | 2-1             | Nottingham Forest FC (2)   |
| Newcastle United FC (1)     | 2-0             | Leeds United AFC (2)       |
| Southampton FC (1)          | 2-0             | Bristol City FC (3)        |
| West Bromwich Albion FC (1) | 1-1 3-4 (t.a.b) | Arsenal FC (1)             |
| Swindon Town FC (3)         | 0-2             | Chelsea FC (1)             |
| Tranmere Rovers FC (3)      | 0-2             | Stoke City FC (1)          |
| Watford FC (2)              | 2-3             | Norwich City FC (1)        |
| Aston Villa FC (1)          | 0-4             | Tottenham Hotspur FC (1)   |
| Hull City AFC (1)           | 1-0             | Huddersfield Town FC (2)   |
| Leicester City FC (2)       | 2-1             | Derby County FC (2)        |
| Birmingham City FC (2)      | 3-1             | Swansea City AFC (1)       |
| Fulham FC (1)               | 2-1             | Everton FC (1)             |

## Quatrième tour
Ce tour est joué les 29 et 30 octobre 2013 et le 6 novembre 2013.
| Locaux                   | Résultat        | Visiteurs              |
| ------------------------ | --------------- | ---------------------- |
| Arsenal FC (1)           | 0-2             | Chelsea FC (1)         |
| Birmingham City FC (2)   | 4-4 2-4 (t.a.b) | Stoke City FC (1)      |
| Burnley FC (2)           | 0-2             | West Ham United FC (1) |
| Leicester City FC (2)    | 4-3             | Fulham FC (1)          |
| Manchester United FC (1) | 4-0             | Norwich City FC (1)    |
| Newcastle United FC (1)  | 0-2             | Manchester City FC (1) |
| Sunderland AFC (1)       | 2-1             | Southampton FC (1)     |
| Tottenham Hotspur FC (1) | 2-2 8-7 (t.a.b) | Hull City AFC (1)      |

## Quarts de finale
Ce tour est joué la semaine du 16 décembre 2013.
| Match 1                  | Leicester City FC | 1 - 3 | Manchester City FC                         |                                                                                       |                                                                                       |
| 17 décembre 2013 20 h 45 | Lloyd Dyer 77e    |       | 8e Aleksandar Kolarov · 41e 53e Edin Džeko | King Power Stadium, Leicester Spectateurs : 31 119 spectateurs Arbitrage : Roger East | King Power Stadium, Leicester Spectateurs : 31 119 spectateurs Arbitrage : Roger East |
| 17 décembre 2013 20 h 45 | Rapport           |       |                                            | King Power Stadium, Leicester Spectateurs : 31 119 spectateurs Arbitrage : Roger East | King Power Stadium, Leicester Spectateurs : 31 119 spectateurs Arbitrage : Roger East |

| Match 2 | Sunderland AFC                        | 2 - 1 a. p. | Chelsea FC               |                                                                                          |                                                                                          |
|         | Fabio Borini 89e · Ki Sung-yueng 119e |             | 46e (csc) Lee Cattermole | Stadium of Light, Sunderland Spectateurs : 20 731 spectateurs Arbitrage : Anthony Taylor | Stadium of Light, Sunderland Spectateurs : 20 731 spectateurs Arbitrage : Anthony Taylor |

| Match 3                  | Stoke City FC | 0 - 2 | Manchester United FC                |                                                                                                 |                                                                                                 |
| 18 décembre 2013 20 h 45 |               |       | 62e Ashley Young · 78e Patrice Évra | Britannia Stadium, Stoke-on-Trent Spectateurs : 30 080 spectateurs Arbitrage : Mark Clattenburg | Britannia Stadium, Stoke-on-Trent Spectateurs : 30 080 spectateurs Arbitrage : Mark Clattenburg |
| 18 décembre 2013 20 h 45 | Rapport       |       |                                     | Britannia Stadium, Stoke-on-Trent Spectateurs : 30 080 spectateurs Arbitrage : Mark Clattenburg | Britannia Stadium, Stoke-on-Trent Spectateurs : 30 080 spectateurs Arbitrage : Mark Clattenburg |

| Match 4 | Tottenham Hotspur FC  | 1 - 2 | West Ham United FC                    |                                                                                      |                                                                                      |
|         | Emmanuel Adebayor 67e |       | 80e Matthew Jarvis · 85e Modibo Maïga | White Hart Lane, Londres Spectateurs : 25 928 spectateurs Arbitrage : Neil Swarbrick | White Hart Lane, Londres Spectateurs : 25 928 spectateurs Arbitrage : Neil Swarbrick |
|         | Rapport               |       |                                       | White Hart Lane, Londres Spectateurs : 25 928 spectateurs Arbitrage : Neil Swarbrick | White Hart Lane, Londres Spectateurs : 25 928 spectateurs Arbitrage : Neil Swarbrick |

## Demi-finales
Les matchs aller sont joués la semaine du 6 janvier 2014. Les matchs retour la semaine du 20 janvier 2014.

### Matchs aller
| 7 janvier 2014 | Sunderland AFC                                   | 2 - 1 | Manchester United FC |                                                                              |                                                                              |
| 19h45          | Ryan Giggs 45+1e (csc) · Fabio Borini 64e (pen.) |       | 52e Nemanja Vidić    | Stadium of Light, Sunderland Spectateurs : 31 547 Arbitrage : Andre Marriner | Stadium of Light, Sunderland Spectateurs : 31 547 Arbitrage : Andre Marriner |
| 19h45          | Rapport                                          |       |                      | Stadium of Light, Sunderland Spectateurs : 31 547 Arbitrage : Andre Marriner | Stadium of Light, Sunderland Spectateurs : 31 547 Arbitrage : Andre Marriner |

| 8 janvier 2014 | Manchester City FC                                               | 6 - 0 | West Ham United FC |                                                                      |                                                                      |
| 19h45          | Álvaro Negredo 12e 26e 49e · Yaya Touré 40e · Edin Džeko 60e 89e |       |                    | Etihad Stadium, Manchester Spectateurs : 38 000 Arbitrage : Jon Moss | Etihad Stadium, Manchester Spectateurs : 38 000 Arbitrage : Jon Moss |
| 19h45          | Rapport                                                          |       |                    | Etihad Stadium, Manchester Spectateurs : 38 000 Arbitrage : Jon Moss | Etihad Stadium, Manchester Spectateurs : 38 000 Arbitrage : Jon Moss |

### Matchs retour
| 21 janvier 2014 | West Ham United FC | 0 - 3 | Manchester City FC                        |                                                                   |                                                                   |
| 19h45           |                    |       | 3e 59e Álvaro Negredo · 24e Sergio Agüero | Boleyn Ground, Londres Spectateurs : 14 390 Arbitrage : Chris Foy | Boleyn Ground, Londres Spectateurs : 14 390 Arbitrage : Chris Foy |
| 19h45           | Rapport            |       |                                           | Boleyn Ground, Londres Spectateurs : 14 390 Arbitrage : Chris Foy | Boleyn Ground, Londres Spectateurs : 14 390 Arbitrage : Chris Foy |

| 22 janvier 2014 | Manchester United FC                                                  | 2 - 1 a. p. 1 - 2 t. a. b. | Sunderland AFC                                                                 |                                                |                                                |
| 19h45           | Jonny Evans 37e · Javier Hernández 120+1e                             |                            | 119e Phil Bardsley                                                             | Old Trafford, Manchester Arbitrage : Lee Mason | Old Trafford, Manchester Arbitrage : Lee Mason |
| 19h45           | Rapport                                                               |                            |                                                                                | Old Trafford, Manchester Arbitrage : Lee Mason | Old Trafford, Manchester Arbitrage : Lee Mason |
| 19h45           | Danny Welbeck · Darren Fletcher · Adnan Januzaj · Phil Jones · Rafael | Tirs au but 1 - 2          | Craig Gardner · Steven Fletcher · Marcos Alonso · Ki Sung-yueng · Adam Johnson | Old Trafford, Manchester Arbitrage : Lee Mason | Old Trafford, Manchester Arbitrage : Lee Mason |

## Finale
| 2 mars 2014 | Manchester City FC                                 | 3 - 1   | Sunderland AFC   |                                                                           |                                                                           |
| 14 h 00     | Yaya Touré 55e · Samir Nasri 56e · Jesús Navas 90e | (0 - 1) | 10e Fabio Borini | Wembley Stadium, Londres Spectateurs : 84 697 Arbitrage : Martin Atkinson | Wembley Stadium, Londres Spectateurs : 84 697 Arbitrage : Martin Atkinson |
| 14 h 00     | Rapport                                            |         |                  | Wembley Stadium, Londres Spectateurs : 84 697 Arbitrage : Martin Atkinson | Wembley Stadium, Londres Spectateurs : 84 697 Arbitrage : Martin Atkinson |